# Lucien Hubert (comédien)
Pour les articles homonymes, voir Lucien Hubert.
Ne doit pas être confondu avec Lucien Hubert (homme politique).
Lucien Hubert, né Lucien Martial Désiré Lajarthe le 25 septembre 1906 à Paris et mort le 25 février 1986 à Antibes, est un acteur français. Parallèlement au cinéma, il se produit également dans les téléfilms et feuilletons télévisés.

## Filmographie

### Cinéma
- 1939 : Entente cordiale de Marcel L'Herbier
- 1941 : Les Petits Riens de Raymond Leboursier : l'employé des pompes funèbres
- 1942 : Cap au large de Jean-Paul Paulin
- 1943 : L'Homme qui vendit son âme de Jean-Paul Paulin : le portier
- 1952 : Jeux interdits de René Clément : Dolle, le père
- 1953 : Mandat d'amener de Pierre Louis : le président
- 1953 : Thérèse Raquin de Marcel Carné : le chef de gare de Dijon
- 1953 : Monsieur et Madame Curie de Georges Franju : Pierre Curie (court métrage)
- 1954 : Oasis de Marc Allégret : un gendarme
- 1955 : Ces sacrées vacances de Robert Vernay
- 1955 : Gervaise de René Clément : Monsieur Poisson
- 1955 : La Lumière d'en face de Georges Lacombe : Gaspard
- 1956 : Les Lumières du soir de Robert Vernay
- 1956 : Les carottes sont cuites de Robert Vernay
- 1956 : La mariée est trop belle de Pierre Gaspard-Huit
- 1956 : Quelle sacrée soirée, ou Nuit blanche et rouge à lèvres, de Robert Vernay
- 1957 : Echec au porteur de Gilles Grangier : Truffier
- 1957 : Ni vu, ni connu de Yves Robert : Auguste
- 1959 : Quai du point du jour de Jean Faurez
- 1959 : Les Yeux sans visage de Georges Franju : Un homme au cimetière
- 1960 : La Mort de Belle de Édouard Molinaro
- 1961 : Les hommes veulent vivre de Léonide Moguy
- 1962 : Le Gorille a mordu l'archevêque de Maurice Labro
- 1963 : La Porteuse de pain de Maurice Cloche
- 1967 : Les Poneyttes de Joël Le Moigné
- 1969 : Les Patates de Claude Autant-Lara : Guignard
- 1971 : le 16 à Kerbriant de Michel Wyn : Yves Le Goff
- 1972 : Le Franc-Tireur de Jean-Max Causse et Roger Taverne : Jacques
- 1977 : Le Paradis des riches de Paul Barge : Jean

### Télévision
- 1958 : En votre âme et conscience :  Le Troisième Accusé ou l'Affaire Gayet de Claude Barma
- 1961 : L'Avoine et l'Oseille (Les Cinq Dernières Minutes, épisode 22) de Claude Loursais
- 1962 : Le Chevalier de Maison-Rouge de Claude Barma — version en deux époques pour le cinéma du feuilleton télévisé —
- 1963 : L'Eau qui dort (Les Cinq Dernières Minutes, épisode 28}) de Claude Loursais
- 1964 : L'Abonné de la ligne U de Yannick Andreï
- 1964 : Commandant X - épisode : Le Dossier cours d'assises de Jean-Paul Carrère
- 1967 : Au théâtre ce soir : Le Système Fabrizzi d'Albert Husson, mise en scène Sacha Pitoëff, réalisation Pierre Sabbagh, Théâtre Marigny
- 1968 : En votre âme et conscience, épisode : Les Innocents d'Eldagsen de  Claude Barma
- 1968 : Sarn de Claude Santelli
- 1969 : Jacquou le croquant de Stellio Lorenzi (feuilleton)
- 1970 : Au théâtre ce soir : Doris de Marcel Thiébaut, mise en scène Jacques-Henri Duval, réalisation Pierre Sabbagh, Théâtre Marigny
- 1970 : Au théâtre ce soir : Cherchez le corps, Mister Blake de Frank Launder, Sidney Gilliat, mise en scène Georges Vitaly, réalisation Pierre Sabbagh, Théâtre Marigny
- 1971 : Les Enquêtes du commissaire Maigret de Claude Barma, épisode Maigret à l'école : Marcellin
- 1972 : L'Homme qui revient de loin de Michel Wyn
- 1973 : Histoire vraie de Claude Santelli
- 1975 : Le Père Amable de Claude Santelli
- 1979 : Les Enquêtes du commissaire Maigret, épisode Maigret et la vieille dame de Stéphane Bertin
- 1980 : Les Enquêtes du commissaire Maigret, épisode Maigret et les Vieillards de Stéphane Bertin

## Théâtre
- 1948 : La Dame de l'aube d'Alejandro Casona, mise en scène Pierre Valde, Théâtre de la Gaîté-Montparnasse
- 1951 : Edmée de Pierre-Aristide Bréal, mise en scène Georges Vitaly, Théâtre de la Huchette
- 1953 : Les Naturels du bordelais de Jacques Audiberti, mise en scène Georges Vitaly, Théâtre La Bruyère
- 1954 : La Puce à l'oreille de Georges Feydeau, mise en scène Georges Vitaly, Théâtre des Célestins
- 1954 : Les Mystères de Paris d'Albert Vidalie d'après Eugène Sue, mise en scène Georges Vitaly, Théâtre La Bruyère
- 1955 : La Mouette d'Anton Tchekhov, mise en scène André Barsacq, Théâtre de l'Atelier
- 1958 : La Mouche bleue de Marcel Aymé, mise en scène Claude Sainval, Théâtre des Célestins
- 1959 : La Punaise de Vladimir Maïakovski, mise en scène André Barsacq, Théâtre de l'Atelier
- 1961 : L'Hurluberlu de Jean Anouilh, mise en scène Roland Piétri, Théâtre des Célestins
- 1962 : Cherchez le corps, Mister Blake de Frank Launder et Sidney Gilliat, mise en scène Georges Vitaly, Théâtre La Bruyère
- 1963 : Le Système Fabrizzi d'Albert Husson, mise en scène Sacha Pitoëff, Théâtre Moderne
- 1965 : La Cerisaie d'Anton Tchekhov, mise en scène Sacha Pitoëff, Théâtre Moderne
- 1967 : La Mouette d'Anton Tchekhov, mise en scène Sacha Pitoëff, Théâtre Moderne
- 1967 : Vassa Geleznova de Maxime Gorki, mise en scène Pierre Valde, Théâtre de Colombes
- 1968 : Le Malade imaginaire de Molière, mise en scène Pierre Valde, Théâtre de Colombes

## Discographie
- Alix l'intrépide, disque 33T, 1960 (série Alix) : voix du général Suréna[2]

Vers 1955 Le Barbier de Séville, extraits, disque Vega, rôle de Figaro. Avec Renée D'origine, Carlos Barons, Charles Cambon, Adrien Legros, orchestre Association des concerts Pasdeloup direction Jean Allain.